# Земан, Йосеф
Йосеф Земан (чеш. Josef Zeman; 23 января 1915 — 3 мая 1999) — чехословацкий футболист, играл на позиции нападающего. Участник чемпионата мира 1938 года.

## Биография

### Клубная карьера
Земан был воспитанником «Ческе-Будеёвице», за который затем играл в течение двух сезонов. Он также сыграл один матч за «Чехие Карлин». В 1935 году перешёл в «Пльзень», за который сыграл 14 матчей и забил 7 голов.
В 1937 году перешёл в пражскую «Спарту», с которой были связаны главные успехи в его карьере. За «красных» он играл в течение семи сезонов и выиграл 2 чемпионских титула в 1938 и 1939 годах. Земан отличался высокой результативностью, в общей сложности он забил за «Спарту» 155 голов, из них 78 в чемпионате страны. Из-за травмы голеностопа, полученной в одном из матчей, его карьера была приостановлена и он покинул «Спарту». Затем он играл за «Пардубице» и «Нусле». В 1946 году вернулся в «Ческе-Будеёвице», за который играл два сезона и в 1948 году завершил карьеру.

### Карьера в сборной
Дебютировал за сборную Чехословакии 1 декабря 1937 года в товарищеском матче со сборной Англии — Чехословакия проиграла 4:5 и Земан в той игре отметился голом, ставшим для него дебютным в составе национальной сборной.
В составе сборной Чехословакии принимал участие на чемпионате мира 1938 года, где сыграл в матче со сборной Нидерландов, в котором отметился забитым мячом — сборная Чехословакии выиграла в дополнительное время со счётом 3:0. Всего за сборную Чехословакии сыграл 4 матча и забил 2 гола.

### Тренерская карьера
В 1949 году работал главным тренером «Ческе-Будеёвице».

### Смерть
Скончался 3 мая 1999 года в возрасте 84 лет.

## Достижения
«Спарта» (Прага)
- Чемпион Чехословакии (2): 1937/38, 1938/39